# Аксай (Темірський район)
Акса́й (каз. Ақсай) — село у складі Темірського району Актюбінської області Казахстану. Адміністративний центр Аксайського сільського округу.
У радянські часи село називалось Перелюбовка.
Населення — 691 особа (2021; 1002 у 2009, 1406 у 1999, 1368 у 1989).